# Prototype (gruppo musicale)
I Prototype sono un gruppo progressive metal statunitense, con almeno due membri provenienti da Los Angeles.

## Storia

### Anni Novanta
Nel 1994, Kragen Lum (chitarra) e Vince Levalois (voce, chitarra) lasciano la band "Psychosis" e decidono di formare i Prototype.
Trovano un nuovo batterista (Damion Ramirez) e un nuovo bassista (Steve Gambina) e iniziano a registrare nuovi brani della loro demo Seed. La cassetta conteneva soltanto tre brani (Seed, Shine e Dead of Jericho).
Tutte le tracce appariranno poi sui loro CD. La demo acclamata dalla critica diventerà un punto di riferimento per il progressive odierno.
Nel 1997 pubblicano il loro secondo album Cloned con un nuovo bassista (Mike Bear) e un nuovo batterista (Pat Magrath).
Nel 1999 c'è un terzo cambio di bassista e a Bear si sostituisce Kirk Scherer.

### Dopo il 2000
Nel 2002 registrano la cover di Battery dei Metallica per l'album Phantom Lords - A Tribute to Metallica.
Dal 2003 al 2006 diverse loro canzoni vengono utilizzate come colonna sonora per diversi videogiochi tra cui il famoso Guitar Hero III: Legends of Rock.
Nel 2008 a Magrath è subentrato il batterista Nic Ritter.

## Formazione
- Kragen Lum - chitarra
- Vince Levalois - voce, chitarra
- Mike Bear - basso
- Nic Ritter - batteria

## Discografia
- Seed (1995)
- Cloned (1998)
- Trinity (2000)
- Continuum (2006)